# Parafia Świętego Krzyża w Myśliborzu
Parafia pod wezwaniem Świętego Krzyża w Myśliborzu – parafia należąca do dekanatu Myślibórz, archidiecezji szczecińsko-kamieńskiej, metropolii szczecińsko-kamieńskiej. Jedna z parafii rzymskokatolickich w Myśliborzu.

## Miejsca święte

### Sanktuarium
Sanktuarium Miłosierdzia Bożego w Myśliborzu
Przy kościele ma swój dom macierzysty Zgromadzenie Sióstr Jezusa Miłosiernego, widziany w proroczej wizji św. Faustyny Kowalskiej, do którego w 1993 roku sprowadzono relikwie św. siostry Faustyny i ustanowiono tutaj sanktuarium Miłosierdzia Bożego.

"Kościół i klasztor wymienione w proroczej wizji bł. siostry Faustyny i opisane w "Dzienniczku" wydają się być miejscem wskazanym przez Opatrzność dla szczególnej czci Bożego miłosierdzia i oparciem dla Zgromadzenia Sióstr Jezusa Miłosiernego (...). Niechaj na tym miejscu czczone będzie po wsze czasy Boże miłosierdzie, niech to miejsce upatrzone przez siostrę Faustynę będzie wspierane jej wstawiennictwem, niech nasi wierni doznają w tym miejscu szczególnego zmiłowania i zapewniają sobie pomyślność doczesną i życie wieczne".

{{Cytat}} Gołe linki: "źródło".

### Kościół parafialny
Kościół Świętego Krzyża w Myśliborzu
Kościół parafialny Świętego Krzyża wybudowany został w stylu neogotyckim w latach 1905–1907 jako pierwsza świątynia katolicka w mieście. Mieści się przy ulicy Kościelnej.

### Kościoły filialne i kaplice
- Kościół św. Brata Alberta w Dalszem[1]
- Kościół Wniebowzięcia Najświętszej Maryi Panny w Nawrocku[1]
- Kościół św. Franciszka z Asyżu w Wierzbówku[1]